# Steinweg 68 (Quedlinburg)

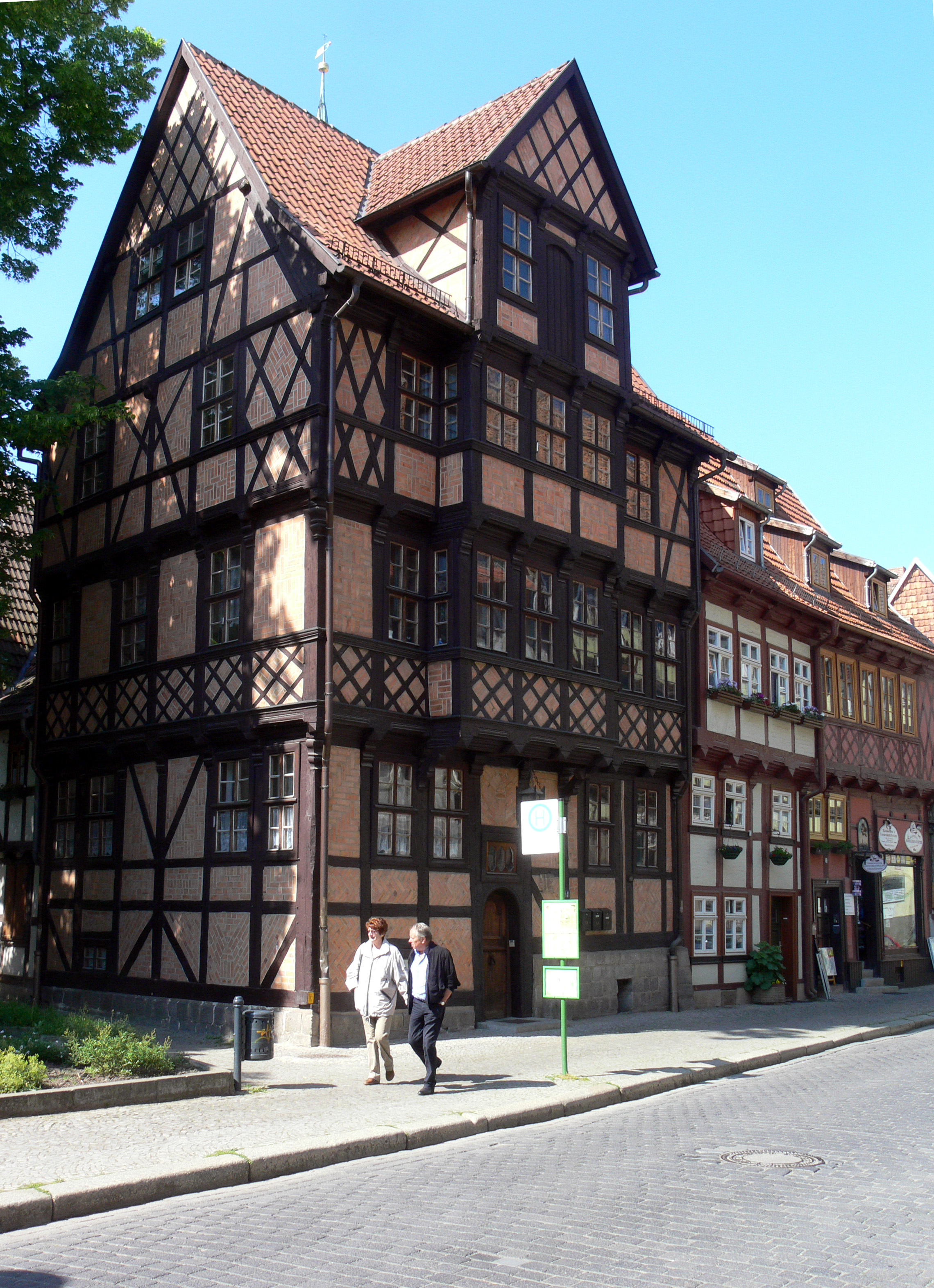
Steinweg 68

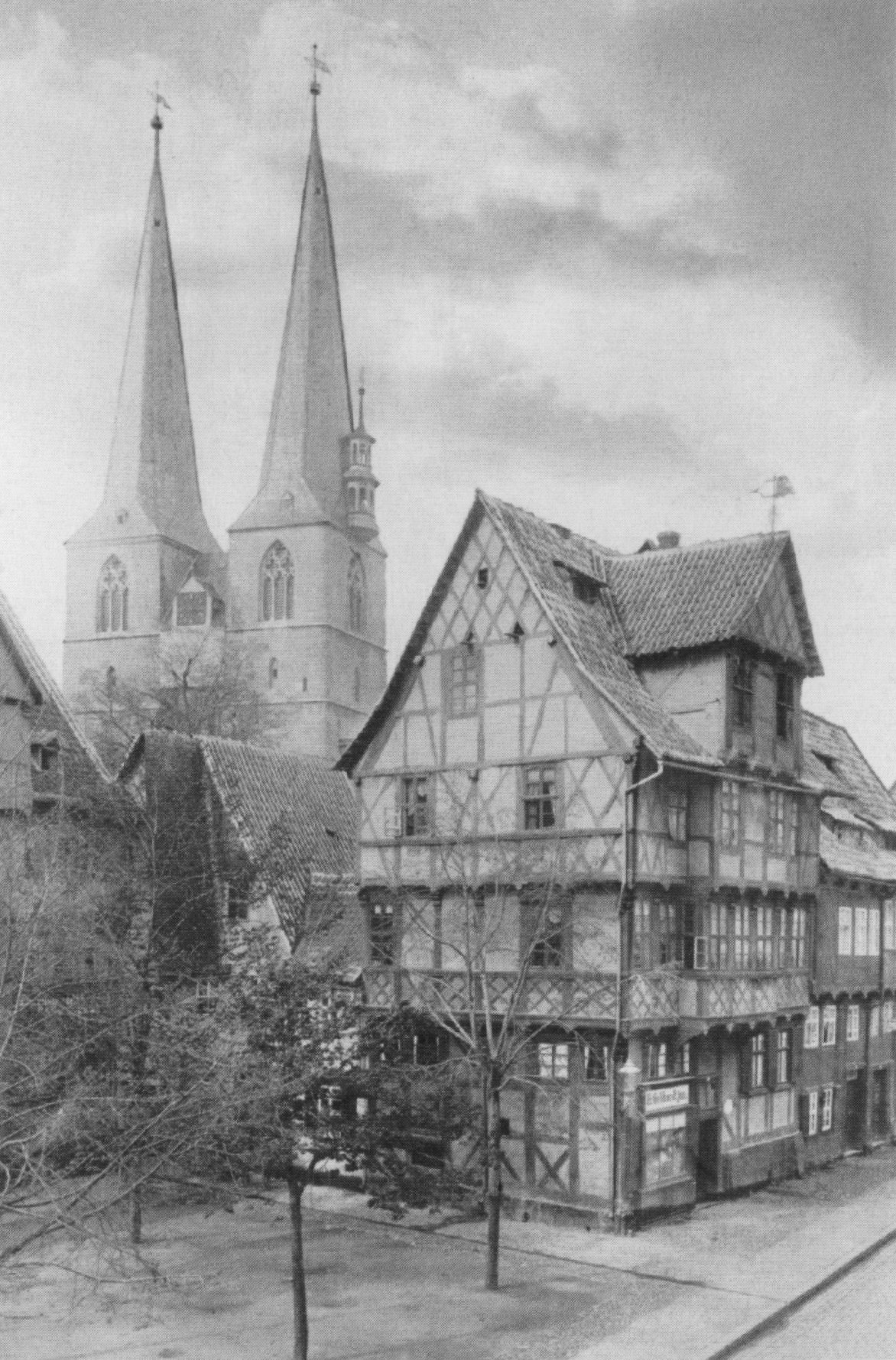
Haus Steinweg 68 um 1900

Das Haus Steinweg 68 ist ein denkmalgeschütztes Gebäude in der Stadt Quedlinburg in Sachsen-Anhalt.

## Lage
Es befindet sich in der historischen Quedlinburger Neustadt und gehört zum UNESCO-Weltkulturerbe. Westlich grenzt das gleichfalls denkmalgeschützte Haus Steinweg 69, 70.

## Architektur und Geschichte
Das dreigeschossige Fachwerkhaus wurde 1673 durch den Zimmermeister Peter Dünnehaupt erbaut. Auf ihn verweist die mit einem Wappen verzierte Inschrift M P D. Bemerkenswert ist die reich mit Rautenkreuzen versehene Fachwerkfassade. Zum Steinweg hin verfügt das Haus über einen Kastenerker, der zum Dachgeschoss hin in ein Zwerchhaus übergeht. Dort befindet sich eine Ladeluke. Der Hauseingang ist noch an seiner ursprünglichen Stelle vorhanden.
Die Grundfläche des Gebäudes ist mit 7,7 mal 9,3 Meter für ein Eckhaus verhältnismäßig klein. Das Anwesen verfügt auch nur über einen minimalen Hof.
Im Juli 1967 wurde das Dach des Hauses bei einem starken Unwetter beschädigt. Reparaturarbeiten unterblieben zunächst und konnten dann erst 1969 durchgeführt werden. Durch die eindringende Feuchtigkeit wurde das Entstehen Echten Hausschwamms begünstigt. Es stürzten weitere Deckenteile ein. 1970 wurde das Gebäude gesperrt. Der VVB Saat- und Pflanzgut versuchte 1972 das Haus auszubauen und Wohnraum für Mitarbeiter des Unternehmens zu schaffen. Das Vorhaben scheiterte jedoch an fehlenden Baukapazitäten. Das Stadtbauamt versuchte 1973 Bauarbeiter und Gerüste für die Durchführung von Arbeiten am Gebäude zu erhalten. Auch dies misslang jedoch.
Aufgrund der Gefährdung des Gebäudes setzte das Institut für Denkmalpflege das Haus auf die Liste von Gebäuden, deren Sanierung durch die vertraglich durch die DDR gebundenen Staatlichen Werkstätten für Denkmalpflege Polens (Pracownie Konserwacji Zabytków, PKZ), Betriebsteil Thorn erfolgen sollte. Es war das erste Projekt dieser Art in der Quedlinburger Neustadt, nach dem bereits andere Objekte in der Altstadt realisiert worden waren. Die Bauarbeiten erfolgten in den Jahren 1977/78. In jedem der drei Stockwerke entstand eine eigene Wohnung. Die bis dahin in der Mitte des Gebäudes befindliche Treppe wurde an den Westgiebel zwischen in massiver Bauweise errichteten Wänden verlegt. In der Südwestecke des Hauses wurden für alle Wohnungen die Küchen und Bad- und Toilettenräume angelegt. Hierfür entstanden in diesem Bereich massive Decken und Wände. Im Übrigen gelang es jedoch die tragende Fachwerkkonstruktion zu erhalten. So wurde auch die historisch entstandene Schiefstellung des Gebäudes bewahrt und Türen und Fenster aufwendig angepasst. Das Zwerchhaus wurde als Kinderzimmer ausgebaut und über eine Treppe an die obere Wohnung angegliedert.